# Ґо-Джибуа
Район Ґо-Джибуа (фр. District du Gôh-Djiboua) — один з 14 районів Кот-д'Івуару, знаходиться на півдні країни. Адміністративний центр — місто Ґаньоа.

## Створення
Район Ґо-Джибуа був створений 28 серпня 2011 року після адміністративної реоформи у Кот-д'Івуар. Територія району складалася з колишніх областей Південна Бандама та Фромаже.

## Адміністративний поділ
Район Ґо-Джибуа ділиться на 2 регіони та 5 департаментів:
- Ґо (фр. Gôh) — 876 117 осіб[4].
- Ло-Джибуа (фр. Lôh-Djiboua) — 729 169[4].

## Населення
За даними перепису 2014 року, населення району Ґо-Джибуа становить 1 605 286 осіб.